# Genádio de Constantinopla

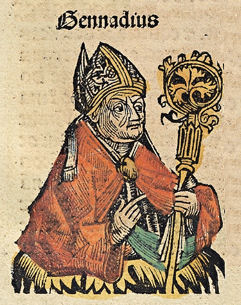
Genádio de Constantinopla.
Xilogravura das Crônicas de Nurembergue.

Genádio de Constantinopla (em grego: Άγιος Γεννάδιος; em latim: Gennadius) foi o patriarca de Constantinopla entre 458 e 471. Ele parece ter sido um escritor culto e seguia os princípios de exegese literal da escola de Antioquia, embora poucos de suas obras tenha sobrevivido. Ele é celebrado como um santo pela Igreja Ortodoxa em 17 de novembro, mas não está listado no martirológio romano.

## Biografia
Sua primeira obra foi citada por Facundo (Defensio II, iv) e era contra Cirilo de Alexandria, em dois volumes, provavelmente em 431 ou 432, incluindo uma passagem para mostrar que a obra de Cirilo era ainda mais perigosa que a carta de Ibas de Edessa (veja controvérsia dos três capítulos). Os "Anátemas" de Cirilo e os dois livros para Partênio foram criticados. Neste último, ele chegou a exclamar "Quantas vezes eu ouvi blasfêmias de Cirilo do Egito? Maldito seja o flagelo de Alexandria!". Em 433, Genádio provavelmente se reconciliou com Cirilo, pois se considerarmos que a epístola de Cirilo de 434 (Ep. lvi) era para este mesmo Genádio, eles já eram amigos quando foi escrita. Genádio era um presbítero em Constantinopla quando ele sucedeu a Anatólio em 458. Porém, sua discrição seria logo testada.
Timóteo Eluro, o monofisista que se fez Patriarca de Alexandria e que seria depois expulso de Alexandria por ordem do imperador romano, tinha obtido permissão para vir à Constantinopla  - sob o falso pretexto de ecumenismo - com o objetivo real de se restabelecer no trono. Em 17 de junho de 460, o Papa Leão I avisou Genádio (em sua Ep. clxx) contra Eluro e pediu que ele fizesse o possível para evitar a viagem de Timóteo e que ele assegurasse uma consagração imediata de um prelado para Alexandria.  Tudo ocorreu como o Papa desejava: Eluro foi banido para Quersoneso e Timóteo Salofaciol foi escolhido para a sé de Alexandria em seu lugar.
Dois eremitas egípcios contaram uma história para João Mosco, que também foi relatada por Teodoro, o Leitor. A igreja de Santo Eleutério em Constantinopla era servida por um leitor chamado Carísio, que levava uma vida desregrada, o que levou Genádio a repreendê-lo, em vão. De acordo com as regras da igreja, o Patriarca fez com que ele fosse flagelado, o que também não surtiu efeito. Ele então enviou um de seus oficiais para a igreja de Santo Eleutério para implorar ao santo mártir que ou corrigisse os modos de Carísio ou que o levasse deste mundo. No dia seguinte, o leitor foi encontrado morto, aterrorizando a cidade toda. Teodoro também relata como um pintor, que presumia estar pintando Jesus sob a forma de Júpiter teve a sua mão incapacitada e, posteriormente, curada por intermédio de Genádio.
Nesta mesma época, Daniel, o Estilita começou a viver em sua coluna em Faros, perto de Constantinopla, aparentemente sem a permissão do Patriarca e, certamente, sem a permissão de Gelásio, o proprietário do local onde seu pilar estava localizado, que resistia fortemente a esta estranha invasão de sua propriedade. O imperador bizantino Leão I, o Trácio protegeu o asceta e, algum tempo depois, enviou Genádio para ordená-lo padre, o que, conta-se, ele fez ao pé da coluna do santo, pois ele se recusou tanto a ser ordenado quanto a deixar que o bispo subisse a escada para chegar até ele. Ao final do ritual, porém, o Patriarca subiu para dar-lhe a Comunhão e para recebê-la dele. Se ele neste momento impôs suas mãos nele, não é dito. Possivelmente ele considerou suficiente estendê-las de sua posição abaixo do santo, ao pé da coluna.
De acordo com Teodoro, o Leitor, Genádio não permitia que ninguém se tornasse um clérigo se não tivesse aprendido de cor o saltério.
A compra e venda de ordens sagradas era um dos escândalos da época. Medidas já tinha sido tomadas contra a simonia pelo concílio de Calcedônia (451). Parece que não muito depois de 459, Genádio celebrou um grande concílio com oitenta e um bispos, muitos dos quais eram do oriente e mesmo do Egito, incluindo os que foram derrubados de suas sés por Timóteo Eluro. A carta deste concílio contra a simonia chegou até nossos dias (J. D. Mansi, VII, 912). Uma encíclica também foi proclamada, acrescentando o anátema à pena já estabelecida para este pecado.
Genádio morreu em 471 e se destacou como um administrador hábil e vitorioso, merecedor dos elogios dos historiadores posteriores.

## Obras bíblicas
João Mosco disse que Genádio era muito calmo e de grande pureza. Genádio de Marselha disse que o Patriarca era tão versado em conhecimentos sobre os antigos que ele compôs um comentário sobre todo o livro de Daniel, além de muitos outros livros do Antigo Testamento. A continuação da Crônica de Jerônimo por Conde Marcelino conta que, de acordo com alguns manuscritos, Genádio também teria feito comentários sobre todas as epístolas paulinas.
Destas obras, uns poucos fragmentos restaram. Os principais incluem o Gênesis, Êxodo, Salmos, Romanos, I Coríntios, 2 Coríntios, Gálatas e Hebreus. Todas são excelentes exemplos da exegese do século V.

## ligações externas
- Migne. «Opera Omnia, com índices analíticos». Patrologia Graeca. Consultado em 30 de abril de 2011